# Billy Corgan
William Patrick "Billy" Corgan, född 17 mars 1967 i Elk Grove Village, Illinois, är en amerikansk rockmusiker, producent, låtskrivare och poet, mest känd som frontman och enda ständige medlem i The Smashing Pumpkins. Corgan bildade bandet tillsammans med gitarristen James Iha i Chicago 1988 och de blev snart en fullbordad kvartett med D'arcy Wretzky på bas och Jimmy Chamberlin på trummor. Bandets riktning har till stor del drivits av Corgan genom sina bekännande låttexter, sina storslagna produktionsnormer och för sitt virtuosa musikala samspel, i synnerhet det med Chamberlin. Efter tre år blev The Smashing Pumpkins kontrakterade av ett större skivbolag. Ökande skivförsäljningar och omfattande turnéer drev bandet framåt under 1990-talet medan Chamberlins drogproblem trappades upp och till slut tvingades han avgå. The Pumpkins fortsatte som en trio fram till att Chamberlin kom tillbaka i bandet 1999 som splittrades året därefter. Corgan startade genast ett nytt band tillsammans med Chamberlin som de kallade för Zwan, och när det projektet hade upphört gav han ut soloalbumet TheFutureEmbrace samt diktsamlingen Blinking with Fists innan han bestämde sig för att återförena The Smashing Pumpkins.

## Biografi

### Uppväxt och formativa år
Billy Corgan föddes den 17 mars 1967 i Elk Grove Village, Illinois som den äldste sonen till bluesgitarristen William Corgan Sr. och Martha Louise Maes Corgan Lutz. Hans föräldrar fick ett barn till, Ricky, innan de skiljde sig 1970. Kort därefter gifte hans far om sig med en flygvärdinna, och Billy och hans bror fick bo tillsammans med dem i Glendale Heights, Illinois. Under den tiden hävdade Corgan att han utsattes för fysisk och känslosam vanvård av styvmodern. Corgans halvbror, Jesse, föddes 1976. Jesse led av cerebral pares, tourettes syndrom och andra handikapp, och Corgan lade ner mycket tid åt att ta hand om och försvara honom.
Corgan, som växte mycket snabbare än sina klasskompisar, var en duktig idrottare i elementary school. Förutom sin roll som medlem i Marquardt Middle Schools basebollag samlade han även på basebollkort (över 10,000) och lyssnade på varenda Chicago Cubs-match. När han började på Glenbard North High School i Carol Stream, Illinois var han dock inte längre en idrottare som utmärkte sig mer än de andra. Han bestämde sig för att börja spela gitarr när han hade varit hemma hos en kompis där han fått se en elgitarr av modellen Gibson Flying V. Corgan gav sina sparpengar till sin far som köpte en begagnad Les Paul-kopia till honom. Corgans far ville hjälpa honom att hitta sin stil och uppmuntrade honom till att lyssna på Jeff Beck och Jimi Hendrix, men utöver det gav han inte mycket stöd; Corgan lärde sig själv att spela instrumentet. Bland det som då intresserade honom musikaliskt kan nämnas John Cale, Black Sabbath, Queen, Boston, ELO, Rush och Cheap Trick. Under high school upptäckte han alternativ rock genom Bauhaus och The Cure.
1985 bildade Corgan sitt första band The Marked (både Corgan och trummisen Ron Roesing hade tydliga födelsemärken, därav namnet). Då de inte gillade musikscenen i Chicago något vidare flyttade de istället till St. Petersburg, Florida. Gruppen nådde dessvärre ingen framgång och lades ner efter bara nio månader. Corgan var förkrossad och flyttade tillbaka till sin far i Chicago.

### The Smashing Pumpkins

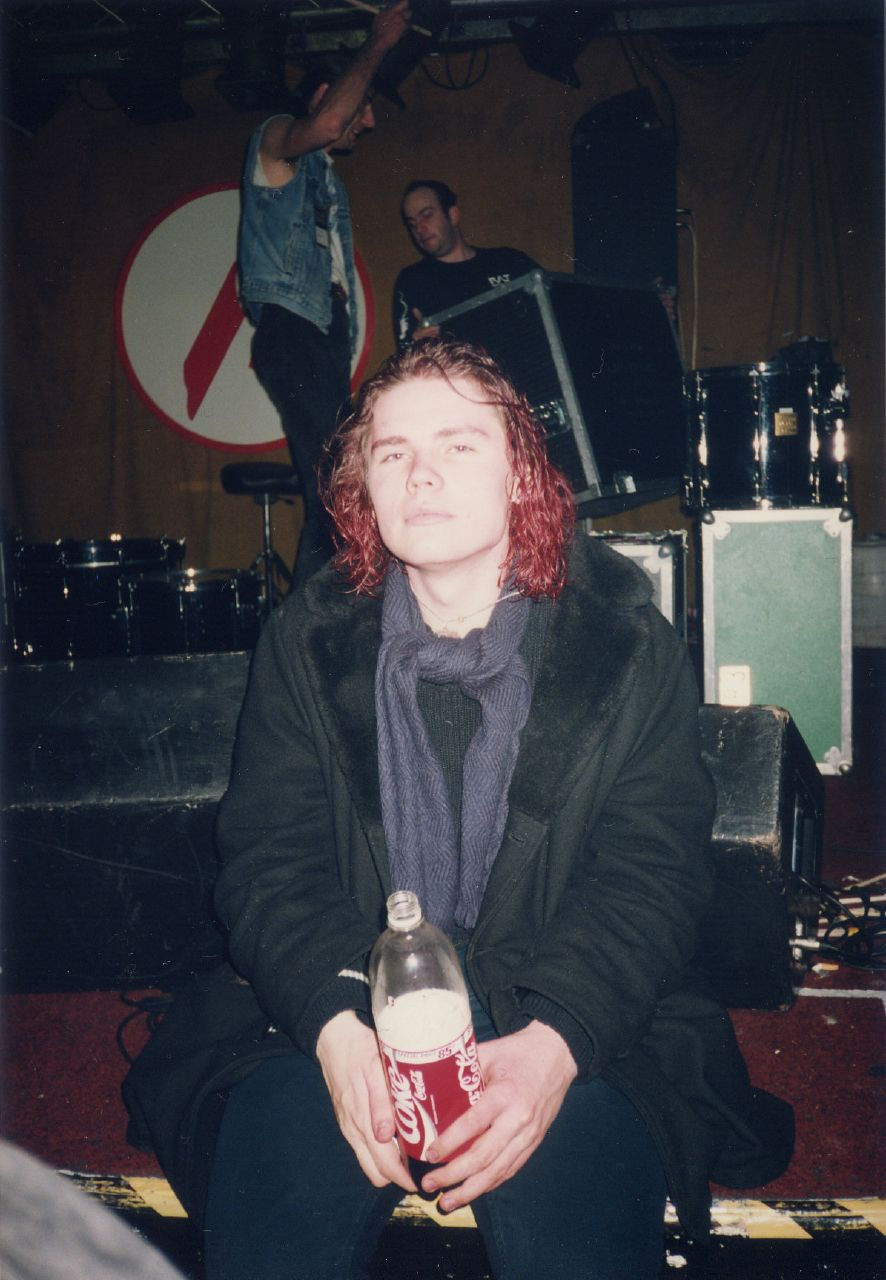
Billy Corgan 1992.

När Corgan hade återvänt till Chicago fick han jobb i en skivaffär. Medan han arbetade där träffade han gitarristen James Iha och med hjälp av en trummaskin började de tillsammans skriva The Cure- och New Order-influerade låtar. Senare samma år mötte Corgan basisten D'arcy Wretzky efter en Dan Reed Network-konsert. När Corgan fick veta att Wretzky spelade bas förklarade han att de var i behov av en basist och gav henne sitt telefonnummer. Kort därefter gick hon med i bandet och Smashing Pumpkins hade därmed nått sitt första steg.
The Smashing Pumpkins kom med albumen Siamese Dream (1993) och Mellon Collie and the Infinite Sadness (1995) att bli en av 1990-talets mest framgångsrika amerikanska rockgrupper. Som medlem i bandet gav Corgan ut fem studioalbum innan de splittrades efter en konsert i hemstaden Chicago i september 2000.

### Zwan och solokarriär
Efter The Smashing Pumpkins upplösning 2000 bildade Corgan i början av 2001 det nya bandet Zwan tillsammans med Matt Sweeney, David Pajo, Paz Lenchantin och Jimmy Chamberlin. 2003 släppte Zwan sitt första och enda album Mary Star of the Sea. Bandet upplöstes senare samma år.
Corgan gav 2005 ut sitt första soloalbum, TheFutureEmbrace, innehållande singeln "Walking Shade". Albumet producerades tillsammans med Bon Harris och gästas av Emilie Autumn och The Cure-sångaren Robert Smith.

### The Smashing Pumpkins återförenas
Under 2006 gjorde Corgan tillsammans med originaltrummisen Jimmy Chamberlin ett försök att återförena The Smashing Pumpkins. Det sjunde albumet Zeitgeist gavs ut den 6 juli 2007 genom Reprise Records. Corgan förklarade att han ville ha ett tyngre, mer heavy metal-influerat sound på albumet och valde därför att arbeta med producenten Terry Date. Den 20 mars 2009 meddelade Corgan att Chamberlin har hoppat av bandet för att satsa på sitt projekt The Jimmy Chamberlin Complex.
Efter Chamberlins avhopp 2009 var Corgan den enda originalmedlemmen kvar och bandet kunde kanske mer ses som ett kollektiv med lösa session-musiker till och från än ett traditionsenligt band. 2010 tillkom dock den nuvarande uppsättningen som förutom Corgan består av Jeff Schroeder (kompgitarr), Nicole Fiorentino (bas) och Mike Byrne (tummor). Gruppens pågående projekt är albumet Teargarden by Kaleidyscope och det kommande Oceania.

### SjälvbiografinGod Is Everywhere, From Here to There
Den 11 maj 2011 tillkännagav NME att Corgan arbetar på sin kommande självbiografi, God Is Everywhere, From Here to There, som planeras ges ut nästa år. Boken kommer att fokusera både på Corgans privatliv och tiden med The Smashing Pumpkins.

## Instrument

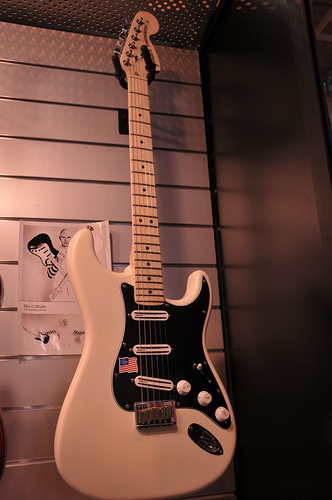
Billy Corgans signatur-Stratocaster

Billy Corgan föredrar elgitarrer av modellen Fender Stratocaster och har genom åren blivit intimt förknippad med dessa. Under The Smashing Pumpkins tidiga år spelade han på en '57 Reissue Fender Stratocaster utrustad med tre pickuper av märket Lace Sensor (Blue i halspositionen, Silver i mittpositionen och Red i stallpositionen). I november 2009 introducerades Corgans signaturmodell av Stratocaster med specialdesignade DiMarzio-pickuper. Modellen finns tillgänglig i både svart och vit kropp.
Till övriga elgitarrer Corgan har använt sig av kan nämnas Gibson Les Paul Junior (på låten "Where Boys Fear to Tread"), Gibson ES-335 (på låten  "Tonight, Tonight") samt på senare år Fender Jaguar (under Oceania-turnén). Grunden till det maffiga, distade sound som karaktäriserat The Smashing Pumpkins genom åren utgörs av fuzzpedalen Big Muff.

## Billy Corgans musikgrupper och projekt
- The Marked: 1985–1988
- The Smashing Pumpkins: 1988–2000, 2006–
- Starchildren: 1990–1994
- Zwan: 2001–2003
- Spirits in the Sky: 2009

## Diskografi

### Som soloartist
Album
- 2005 – TheFutureEmbrace
- 2014 – Aegea
- 2017 – Ogilala
- 2019 – Cotillions

Singlar
- 2005 – "Walking Shade"
- 2017 – "Aeronaut"
- 2017 – "The Spaniards"

Bidrag till filmmusik
- 1996 – Ransom
- 1997 — First Love, Last Rites ("When I Was Born, I Was Bored")
- 1999 – Stigmata
- 2000 – Any Given Sunday (Corgan har skrivit "Be a Man" av Hole)
- 2002 – Spun (Originalmusik av Corgan)
- 2004 – National Treasure (Corgan har skrivit "Forget It")
- 2006 – Masters of Horror-avsnittet "Dance of the Dead"
- 2007 – When a Man Falls in the Forest (tre tidigare outgivna låtar)
- 2011 – The Chicago Code (Corgan framför temalåten, skriven av Robert Duncan)
- 2018 – Rampage (sång av Kid Cudi Och Corgan från the Smashing Pumpkins spåret "Bullet with Butterfly Wings")

### Album medThe Smashing Pumpkins
- 1991 – Gish
- 1993 – Siamese Dream
- 1994 – Pisces Iscariot
- 1995 – Mellon Collie and the Infinite Sadness
- 1998 – Adore
- 2000 – Machina/The Machines of God
- 2000 – Machina II/The Friends & Enemies of Modern Music
- 2007 – Zeitgeist
- 2009 – Teargarden by Kaleidyscope
- 2012 – Oceania
- 2014 – Monuments to an Elegy
- 2018 – Shiny and Oh So Bright, Vol. 1 / LP: No Past. No Future. No Sun.
- 2020 – Cyr

### Album medZwan
- 2003 – Mary Star of the Sea